# さいたま市青少年宇宙科学館
さいたま市青少年宇宙科学館（さいたましせいしょうねんうちゅうかがくかん）は、埼玉県さいたま市浦和区に所在する科学館（詳細は、博物館または科学博物館）。

## 概要
この施設は、浦和市が浦和市営火葬場（通称・駒場火葬場）の拡充移転計画（1980年に浦和斎場として新設移転）によって生じた火葬場の跡地に、青少年の宇宙科学への関心を高めることを目的として、1988年5月に浦和市青少年宇宙科学館として開館した。2001年に合併によるさいたま市の設置により、現在の館名に変更した。浦和市時代は「アストロU」の愛称があった。現在は、さいたま市教育委員会・生涯学習部の所管であり、かつまた、旧浦和市及び旧岩槻市（現さいたま市）の小中学校の理科教育（地学分野）の学校教育施設でもある。
プラネタリウム館と科学館からなる施設であるが、プラネタリウムは開館から2007年12月まで投影装置は、五藤光学研究所のGSS-II型を使用した。2008年3月からは、最新型のハイブリッド型プラネタリウム装置である同じく五藤光学製のCHIRONに機器が変更され、一般公開番組ではアメリカ合衆国ニューヨーク州ニューヨークのヘイデン・プラネタリウムで投影が行われたプログラムを翻訳した番組などの投影が行われるようになった。なお、さいたま市宇宙劇場（財団運営）との兼ね合いから、「星空の夕べ」（音楽鑑賞型プラネタリウム番組）などの企画投影はおこなわれていない、小学校低学年向けの番組も投影されている（将来的には不明）。
科学館の展示は、基本的に現在の小学校から中学校の理科補助教育に必要とされる遊具、実験装置などを備え、規模は小さいながらも充実した展示内容である。また、サイエンスショーや青少年の長期休日に合わせた理科工作教室なども開催されている。

## 特徴
さいたま市出身の宇宙飛行士若田光一（出身地は北区、出身高校は埼玉県立浦和高等学校普通科）と関係が深く、若田氏の宇宙飛行などへの応援活動なども実施している。若田は、2009年10月25日に科学館と後述する「さいたま市宇宙劇場」の名誉館長に就任している。館内には、宇宙航空研究開発機構の広報ビデオ (DVD) などを閲覧できるコーナーや旧宇宙開発事業団 (NASDA) の資料、更にはNASA-TVのCS放送を直接視聴できるコーナーなども設けられている。
他には、日本人宇宙飛行士と伴に宇宙飛行を行った、「宇宙桜」、「宇宙バラ」、「宇宙めだか」などの生育が大切に行われている。館の外には、東京大学大学院理学系研究科附属植物園（小石川植物園）から接木された「ニュートンのりんごの木」なども有る。
さいたま市には、他に姉妹館として「さいたま市宇宙劇場」があり、こちらはコニカミノルタプラネタリウム製のプラネタリウム装置と全天周投影装置（オムニマックス）を備えた、プラネタリウム館がある。こちらでは、日本宇宙少年団の さいたま支部などの館外活動も実施されている。
公開天文台一覧の項にリンクしてあるが、五藤光学研究所の開発した屈折式20cmクーデ望遠鏡があり、各小学校や中学校での移動観測も行っている。

## 料金
- 入館料：無料
- プラネタリウム：大人520円、子供200円（四歳から高校生）

その他、学習室の占有利用や会議室の占有利用が可能だが、別料金。
また、学校利用や市内生涯教育団体利用の場合には、科学館もしくは生涯教育課へ事前申請を行えば、無料。

## 場所
現在はJリーグチームの浦和レッズが埼玉スタジアム2002へ本拠地を移動したため開催は少ないが、近隣の駒場スタジアムでJリーグの試合のあるときなどは、科学館への自動車での来館は遠慮されたい。基本的に、公共施設への来所や来館は公共交通機関や自転車、徒歩などが望ましい。
- さいたま市浦和区駒場2-3-45
- 最寄駅は、浦和駅東口。浦和駅東口から「グランド経由 北浦和駅東口」行き バス約15分、「宇宙科学館入口」バス停下車 徒歩3分。

## フィクションへの登場
- 宙のまにまに - 「小杉野市こども宇宙科学館」として登場。
- 星空のメモリア